# Садик Муйкич
Садик Муйкич (словен. Sadik Mujkič, 29 лютого 1968) — словенський академічний веслувальник.
Бронзовий призер Олімпійських Ігор 1988 (розпашні двійки без стернового), 1992 (розпашні четвірки без стернового) років, учасник 1996 року.